# Antachara romfeldi
Antachara romfeldi är en fjärilsart som beskrevs av Thöny 1999. Antachara romfeldi ingår i släktet Antachara och familjen nattflyn. Inga underarter finns listade i Catalogue of Life.